# Bränslan
Bränslan är en tidigare småort i Nederluleå socken i Luleå kommun, Norrbottens län. Bränslan ligger nordväst om Södra Sunderbyn, nära Sunderby sjukhus. Vid tätortsavgränsningen 2015 hamnade området inom Södra Sunderbyns tätort och småorten upplöstes.

## Befolkningsutveckling
| Befolkningsutvecklingen i Bränslan 1990–2010              | Befolkningsutvecklingen i Bränslan 1990–2010 | Befolkningsutvecklingen i Bränslan 1990–2010 | Befolkningsutvecklingen i Bränslan 1990–2010 | Befolkningsutvecklingen i Bränslan 1990–2010 |
| --------------------------------------------------------- | -------------------------------------------- | -------------------------------------------- | -------------------------------------------- | -------------------------------------------- |
|                                                           |                                              |                                              |                                              |                                              |
| År                                                        |                                              |                                              | Folkmängd                                    | Areal (ha)                                   |
| 1990                                                      | 1990                                         |                                              | 57                                           | 13#                                          |
| 1995                                                      | 1995                                         |                                              | 88                                           | 15#                                          |
| 2000                                                      | 2000                                         |                                              | 101                                          | 15#                                          |
| 2005                                                      | 2005                                         |                                              | 116                                          | 15#                                          |
| 2010                                                      | 2010                                         |                                              | 127                                          | 15#                                          |
| Anm.: Sammanvuxen med Södra Sunderbyn 2015. # Som småort. |                                              |                                              |                                              |                                              |

På grund av förändrat dataunderlag hos Statistiska centralbyrån så är småortsavgränsningarna 1990 och 1995 inte jämförbara. Befolkningen den 31 december 1990 var 74 invånare inom det område som småorten omfattade 1995.